# Käätso
Käätso – wieś w Estonii, w prowincji Võru, w gminie Võru.